# NC Dinos
O NC Dinos é um clube profissional de beisebol sul-coreano sediado em Changwon, Coreia do Sul. A equipe disputa a KBO League.

## História
Foi fundado em 2013.